# Acetylenki

Ogólny wzór strukturalny

Acetylenki,  M–C≡C–M i M–C≡C–~ (gdzie M = atom dowolnego metalu) – grupa związków metaloorganicznych, kompleksy alkilowe alkinów. Na ogół nietrwałe. W związkach tych jeden lub oba atomy wodoru z acetylenu są zastąpione atomami dowolnego metalu. Podwójnie podstawione pochodne acetylenu można także uważać za rodzaj węglików, gdyż zawierają wyłącznie atomy węgla i metalu.
Czasami pod tym terminem rozumie się również kompleksy alkinowe i kompleksy alkilidynowe (patrz: kompleks acetylenowy).

## Otrzymywanie
Acetylenki można otrzymać przez działanie alkinów na roztwory soli metali ciężkich (np. srebra i miedzi). Karbid (CaC2) jest wytwarzany w przemyśle w reakcji tlenku wapnia z koksem.

## Właściwości
Acetylenki litowców i berylowców rozkładają się pod wpływem wilgoci, a z wodą reagują gwałtownie. W chemii organicznej są wykorzystywane jako źródło grupy −C≡C−. Z kolei acetylenki metali ciężkich są odporne na wilgoć i są stabilne na powietrzu, natomiast eksplodują od uderzenia i są stosowane jako inicjujące materiały wybuchowe, np. w spłonkach.

## Przykłady acetylenków
- acetylenek wapnia (karbid)
- acetylenek srebra
- acetylenek magnezu
- acetylenek miedzi(I)
- acetylenek miedzi(II)